# Emilio Sánchez
Pour les articles homonymes, voir Sánchez.
Emilio Sánchez Vicario, né le 29 mai 1965 à Madrid, est un joueur de tennis espagnol, professionnel entre 1984 et 1997.
Au cours de sa carrière, il a remporté 15 tournois en simple dont 9 sur terre battue, sa surface de prédilection, et atteint le 7e rang mondial sur le circuit ATP en 1990. Également excellent spécialiste de double, il a été classé numéro un mondial de la spécialité en 1989, et compte trois victoires en Grand Chelem à son palmarès.
Il a été jusqu'en 2008, capitaine de l'équipe d'Espagne de Coupe Davis.
Il est le frère de la célèbre joueuse Arantxa Sánchez Vicario et de Javier Sánchez.

## Parcours dans les tournois duGrand Chelem

### En simple
| Année | Open d'Australie | Open d'Australie | Internationaux de France | Internationaux de France | Wimbledon       | Wimbledon   | US Open         | US Open      | Open d'Australie | Open d'Australie |
| ----- | ---------------- | ---------------- | ------------------------ | ------------------------ | --------------- | ----------- | --------------- | ------------ | ---------------- | ---------------- |
| 1984  | n.o.             | n.o.             | 1/8 de finale            | J. Connors               | 1er tour (1/64) | R. Harmon   | —               | —            | —                | —                |
| 1985  | n.o.             | n.o.             | 3e tour (1/16)           | M. Wilander              | —               | —           | —               | —            | —                | —                |
| 1986  | n.o.             | n.o.             | 1/8 de finale            | Bo. Becker               | 1er tour (1/64) | S. Botfield | 1er tour (1/64) | T. Champion  | n.o.             | n.o.             |
| 1987  | —                | —                | 1/8 de finale            | A. Gómez                 | 1/8 de finale   | M. Wilander | 3e tour (1/16)  | K. Flach     | n.o.             | n.o.             |
| 1988  | —                | —                | 1/4 de finale            | M. Wilander              | 2e tour (1/32)  | P. Korda    | 1/4 de finale   | M. Wilander  | n.o.             | n.o.             |
| 1989  | —                | —                | —                        | —                        | —               | —           | 3e tour (1/16)  | J. Grabb     | n.o.             | n.o.             |
| 1990  | 1er tour (1/64)  | J.-P. Fleurian   | 1er tour (1/64)          | N. Kulti                 | —               | —           | 1/8 de finale   | J. McEnroe   | n.o.             | n.o.             |
| 1991  | 1er tour (1/64)  | M. Woodforde     | 2e tour (1/32)           | J. Hlasek                | 1er tour (1/64) | P. McEnroe  | 1/8 de finale   | J. Courier   | n.o.             | n.o.             |
| 1992  | 1/8 de finale    | J. McEnroe       | 1/8 de finale            | A. Agassi                | 1er tour (1/64) | A. Volkov   | 1/8 de finale   | W. Ferreira  | n.o.             | n.o.             |
| 1993  | 1er tour (1/64)  | T. Carbonell     | 1er tour (1/64)          | K. Carlsen               | —               | —           | 1er tour (1/64) | B. Karbacher | n.o.             | n.o.             |
| 1994  | 2e tour (1/32)   | G. Stafford      | 1er tour (1/64)          | D. Prinosil              | —               | —           | 1er tour (1/64) | A. Mansdorf  | n.o.             | n.o.             |
| 1995  | —                | —                | 2e tour (1/32)           | D. Wheaton               | —               | —           | 2e tour (1/32)  | V. Spadea    | n.o.             | n.o.             |
| 1996  | 1er tour (1/64)  | F. Clavet        | —                        | —                        | 1er tour (1/64) | J. Grabb    | —               | —            | n.o.             | n.o.             |

N.B. : à droite du résultat se trouve le nom de l'ultime adversaire.

### En double
| Année | Open d'Australie          | Open d'Australie          | Internationaux de France  | Internationaux de France | Wimbledon                 | Wimbledon             | US Open                  | US Open                    | Open d'Australie | Open d'Australie |
| ----- | ------------------------- | ------------------------- | ------------------------- | ------------------------ | ------------------------- | --------------------- | ------------------------ | -------------------------- | ---------------- | ---------------- |
| 1984  | n.o.                      | n.o.                      | 1er tour (1/32) P. Arraya | S. Meister T. Giammalva  | —                         | —                     | —                        | —                          | —                | —                |
| 1985  | n.o.                      | n.o.                      | 1er tour (1/32) S. Casal  | H. Günthardt B. Taróczy  | 1er tour (1/32) S. Casal  | Annacone van Rensburg | —                        | —                          | —                | —                |
| 1986  | n.o.                      | n.o.                      | 1/4 de finale S. Casal    | S. Edberg A. Järryd      | 1/4 de finale S. Casal    | J. Hlasek P. Složil   | 1er tour (1/32) S. Casal | P. McEnroe K. Jones        | n.o.             | n.o.             |
| 1987  | —                         | —                         | 2e tour (1/16) S. Casal   | D. Cahill Kratzmann      | Finale S. Casal           | K. Flach R. Seguso    | 1/2 finale S. Casal      | S. Edberg A. Järryd        | n.o.             | n.o.             |
| 1988  | —                         | —                         | Victoire A. Gómez         | J. Fitzgerald A. Järryd  | 2e tour (1/16) S. Casal   | M. Anger G. Holmes    | Victoire S. Casal        | R. Leach J. Pugh           | n.o.             | n.o.             |
| 1989  | —                         | —                         | —                         | —                        | —                         | —                     | 2e tour (1/16) S. Casal  | Layendecker R. Reneberg    | n.o.             | n.o.             |
| 1990  | 2e tour (1/16) S. Casal   | J.-P. Fleurian H. Leconte | Victoire S. Casal         | Ivanišević P. Korda      | —                         | —                     | 2e tour (1/16) S. Casal  | B. Garrow S. Salumaa       | n.o.             | n.o.             |
| 1991  | 1er tour (1/32) S. Casal  | G. Pozzi D. Rostagno      | 1/8 de finale S. Casal    | J. Frana L. Lavalle      | —                         | —                     | 1/8 de finale A. Gómez   | K. Flach R. Seguso         | n.o.             | n.o.             |
| 1992  | 2e tour (1/16) S. Casal   | N. Borwick S. Youl        | 1er tour (1/32) S. Casal  | P. Korda J. Pugh         | —                         | —                     | 1/4 de finale S. Casal   | J. McEnroe M. Stich        | n.o.             | n.o.             |
| 1993  | 2e tour (1/16) S. Casal   | S. Cannon S. Melville     | 1/4 de finale S. Casal    | S. Edberg P. Korda       | —                         | —                     | 1er tour (1/32) S. Casal | D. Eisenman D. Johnson     | n.o.             | n.o.             |
| 1994  | 2e tour (1/16) S. Casal   | S. Lareau D. Nestor       | 1/4 de finale S. Casal    | G. Connell P. Galbraith  | —                         | —                     | 2e tour (1/16) S. Casal  | J.-L. de Jager G. Stafford | n.o.             | n.o.             |
| 1995  | —                         | —                         | 2e tour (1/16) S. Casal   | G. Forget F. Santoro     | —                         | —                     | 1/2 finale S. Casal      | A. O'Brien S. Stolle       | n.o.             | n.o.             |
| 1996  | 2e tour (1/16) L. Lavalle | M. Knowles D. Nestor      | —                         | —                        | —                         | —                     | —                        | —                          | n.o.             | n.o.             |
| 1997  | —                         | —                         | 1er tour (1/32) F. Wibier | T. Carbonell F. Roig     | 2e tour (1/16) F. Santoro | W. Black J. Grabb     | —                        | —                          | n.o.             | n.o.             |

N.B. : le nom du ou de la partenaire se trouve sous le résultat ; le nom des ultimes adversaires se trouve à droite.

### En double mixte
| Année | Open d'Australie | Open d'Australie | Internationaux de France  | Internationaux de France | Wimbledon           | Wimbledon                   | US Open                 | US Open                 |
| ----- | ---------------- | ---------------- | ------------------------- | ------------------------ | ------------------- | --------------------------- | ----------------------- | ----------------------- |
| 1986  | —                | —                | 2e tour (1/16) K. Maleeva | R. Maršíková D. Campos   | 1/2 finale B. Bunge | M. Navrátilová H. Günthardt | 1/2 finale B. Bunge     | R. Reggi S. Casal       |
| 1987  | —                | —                | Victoire P. Shriver       | L. McNeil S. Stewart     | —                   | —                           | Victoire M. Navrátilová | B. Nagelsen P. Annacone |

N.B. : le nom de la partenaire se trouve sous le résultat ; le nom des ultimes adversaires se trouve à droite.

## Participation aux Masters

### En double
| Année | Ville          | Surface         | Partenaire   | Résultats | Résultat final     |
| ----- | -------------- | --------------- | ------------ | --------- | ------------------ |
| 1985  | New York       | Moquette indoor | Sergio Casal | 0v, 1d    | Quart de finaliste |
| 1986  | Londres        | Moquette indoor | Sergio Casal | 1v, 3d    | Sixième            |
| 1987  | Londres        | Moquette indoor | Sergio Casal | 2v, 2d    | Demi-finaliste     |
| 1988  | Londres        | Moquette indoor | Sergio Casal | 3v, 2d    | Finaliste          |
| 1990  | Sanctuary Cove | Dur ext.        | Sergio Casal | 3v, 2d    | Finaliste          |
| 1992  | Johannesburg   | Dur ext.        | Sergio Casal | 2v, 2d    | Demi-finaliste     |
| 1993  | Johannesburg   | Dur indoor      | Sergio Casal | 1v, 2d    | Éliminé en poules  |
| 1994  | Jakarta        | Dur indoor      | Sergio Casal | 1v, 2d    | Éliminé en poules  |

## Parcours dans lesMasters 1000
| Année | Indian Wells               | Miami                   | Monte-Carlo              | Hambourg                | Rome                    | Canada | Cincinnati              | Stockholm puis Essen puis Stuttgart | Paris                     |
| ----- | -------------------------- | ----------------------- | ------------------------ | ----------------------- | ----------------------- | ------ | ----------------------- | ----------------------------------- | ------------------------- |
| 1990  | 1/4 de finale A. Agassi    | 1/2 finale S. Edberg    | 1/2 finale A. Chesnokov  | 1/8 de finale G. Forget | 1/2 finale A. Chesnokov | —      | —                       | 2e tour A. Volkov                   | 1/4 de finale J. Svensson |
| 1991  | 1/4 de finale J. Courier   | 1/4 de finale S. Edberg | 2e tour A. Mancini       | 2e tour F. Clavet       | Victoire A. Mancini     | —      | 1er tour J. Stoltenberg | —                                   | —                         |
| 1992  | 1/4 de finale A. Chesnokov | 3e tour A. Cherkasov    | 1/8 de finale A. Boetsch | 1er tour À. Corretja    | 1/8 de finale M. Chang  | —      | —                       | —                                   | 2e tour A. Volkov         |
| 1993  | 2e tour W. Ferreira        | 2e tour J. Stoltenberg  | 2e tour I. Lendl         | 1/2 finale M. Stich     | 1er tour M. Rosset      | —      | —                       | —                                   | —                         |
| 1994  | 2e tour P. Sampras         | 2e tour J. Sánchez      | 1er tour W. Ferreira     | 2e tour M. Stich        | 1er tour A. Berasategui | —      | —                       | —                                   | —                         |
| 1995  | 1er tour M. Larsson        | 1er tour J.-P. Fleurian | 1er tour G. Schaller     | —                       | —                       | —      | —                       | —                                   | —                         |
| 1996  | —                          | 1er tour S. Edberg      | 1er tour F. Santoro      | —                       | 1er tour M. Stich       | —      | —                       | —                                   | —                         |

N.B. : sous le résultat se trouve le nom de l’ultime adversaire.